# 村上義益
村上 義益（むらかみ よします）は、戦国時代の武将。能島村上氏の当主。義雅の嫡子。父の早世後、家督を従兄弟の村上武吉と争った。

## 生涯

### 近世編纂史料にみる家督争い
義益について「閥閲録（巻22村上図書）」では、村上武吉と家督を争い武吉が勝利したことが、簡潔に記されている。「閥閲録」より後に編纂された「譜録（村上図書）」では、もう少し詳しく記してある。これによれば、義益は病身で「主将之器」では無く、義雅死後に一族は武吉を後継者にしようとしたが、家臣の村上義季らは納得せず、戦争となった。武吉は当時「幼稚」だったので、武吉の叔父の村上隆重（義益の叔父でもある）が代わって軍を率いて戦い、「凶徒」を退治した後、肥後国で肥後菊池氏に匿われていた武吉を迎えて家督を継がせた、とされる。

### 能島村上氏の分裂
義益と家督を争った武吉は天文2年（1533年）に生まれているので、両者の争いは武吉が「幼稚」ながらも旗頭となれる頃の年代、天文10年（1541年）前後と推定されている。
この頃、能島村上氏は大内氏と敵対関係にあった。天文10年（1541年）1月、能島および因島・来島の村上三氏は、友田興藤の支援に駆けつけて厳島沖で大内氏と交戦している。これに対し、同年6月から7月にかけて大内氏家臣小原隆名や白井房胤らが三嶋（大三島か）、甘崎、岡村、能島、印之島（因島）など芸予諸島の島々における村上諸氏の拠点を攻撃した。またこの前年の天文9年（1540年）にも、小原隆名が長崎与三郎や白井房胤らとともに忽那島周辺を攻撃している。能島村上氏の反大内行動は、既にこの頃には始まっていたのかもしれない。
一方で能島村上氏とみられる村上掃部助という人物（村上武吉の父義忠か）が、天文11年（1542年）時点で大内氏に属して活動している。能島村上氏はこの時期、大内氏に敵対する勢力と味方する勢力の二派に分裂していた。義益らは反大内方の立場をとり、村上掃部助ら親大内方の武吉擁立派と対立していたとみられる。

### 「中途衆」の抵抗

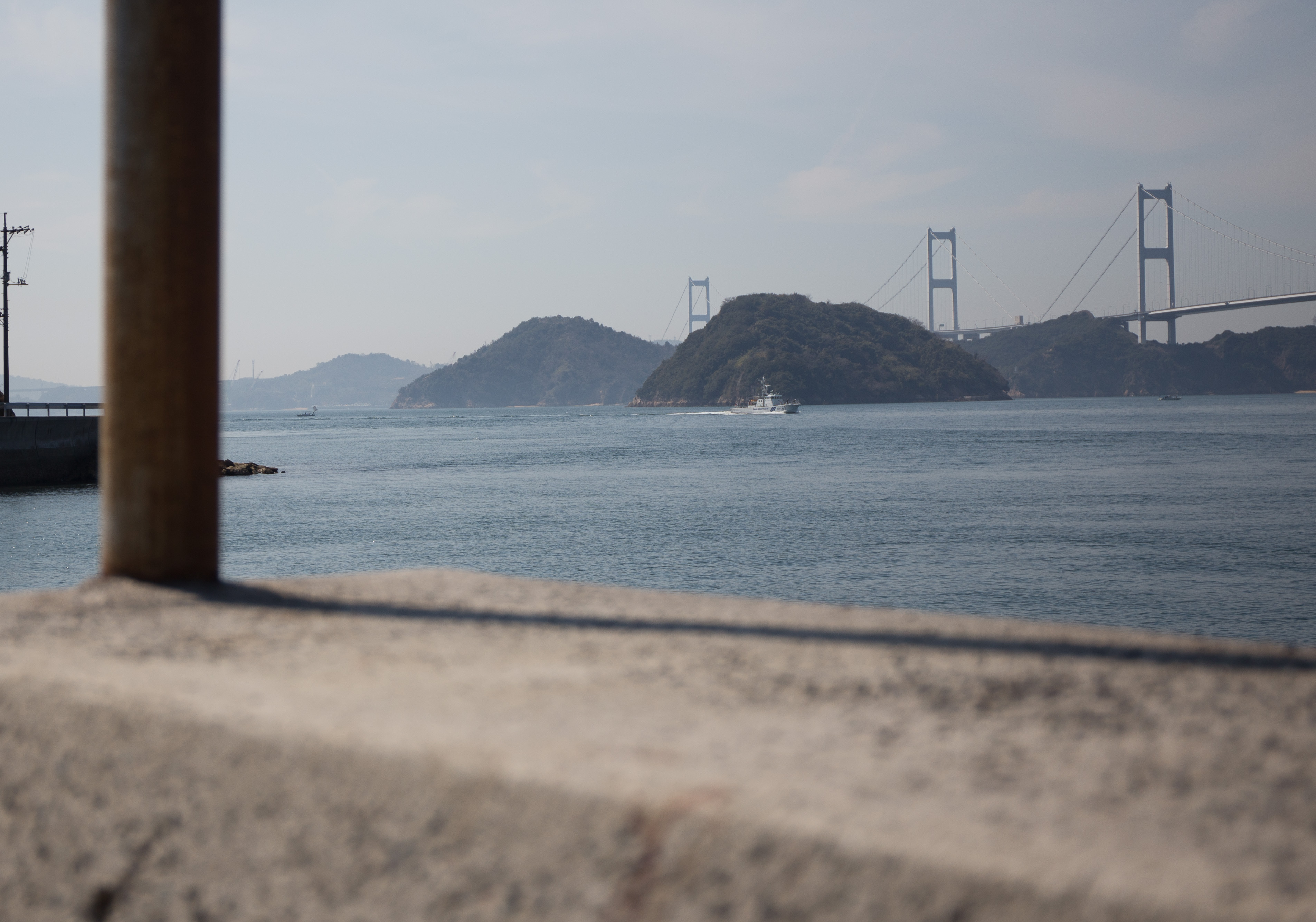
芸予諸島の大島から眺めた中渡島（中途島）。

能島村上氏の本拠地である能島は、天文16年（1547年）4月時点では大内方の手に落ちていた。しかし反大内方は中途島（現・愛媛県今治市中渡島）等に拠って抵抗を続けており、天文15年から翌16年にかけて大内家臣冷泉隆豊の指揮下で白井房胤や能美四郎、光井兼種らが中途島への攻撃を繰り返している。
この頃、来島村上氏とみられる村上右衛門大夫（通康？）が、「能島」と「中途」の間を調停しようとしていた。この右衛門大夫の動きに対して冷泉隆豊は、まずは「中途衆」が周防国沿岸で行っている賊船を行為を停止させるべきである、と書状を送っている。なお天文20年（1551年）頃には、村上武吉が能島村上氏の当主として大内氏に扱われているので、同氏の内訌はこの頃には決着していたといわれる。